# Marshallacris
Marshallacris is een geslacht van rechtvleugeligen uit de familie doornsprinkhanen (Tetrigidae). De wetenschappelijke naam van dit geslacht is voor het eerst geldig gepubliceerd in 1948 door Rehn.

## Soorten
Het geslacht Marshallacris omvat de volgende soorten:
- Marshallacris africanus Hancock, 1909
- Marshallacris apterus Günther, 1939
- Marshallacris cadone Günther, 1939
- Marshallacris imponens Günther, 1979
- Marshallacris parvulus Hancock, 1909